# Uhart-Mixe
Uhart-Mixe (baskisch Uhartehiri) ist eine französische Gemeinde mit 217 Einwohnern (Stand 1. Januar 2022) im Département Pyrénées-Atlantiques in der Region Nouvelle-Aquitaine (vor 2016: Aquitanien). Die Gemeinde gehört zum Arrondissement Bayonne und zum Kanton Pays de Bidache, Amikuze et Ostibarre (bis 2015: Kanton Saint-Palais).
Die Bewohner werden Uhartear oder Uhartehiriar genannt. Der Name ist eine Ableitung des Baskischen ur-arte (deutsch Zwischen den Wassern). Er verweist auf die geografische Lage am Zusammenfluss der Bidouze mit einem ihrer Nebenflüsse, der an dieser Stelle eine Insel bildet. Der Zusatz Mixe dient zur Unterscheidung zum Namen der Gemeinde Uhart-Cize.

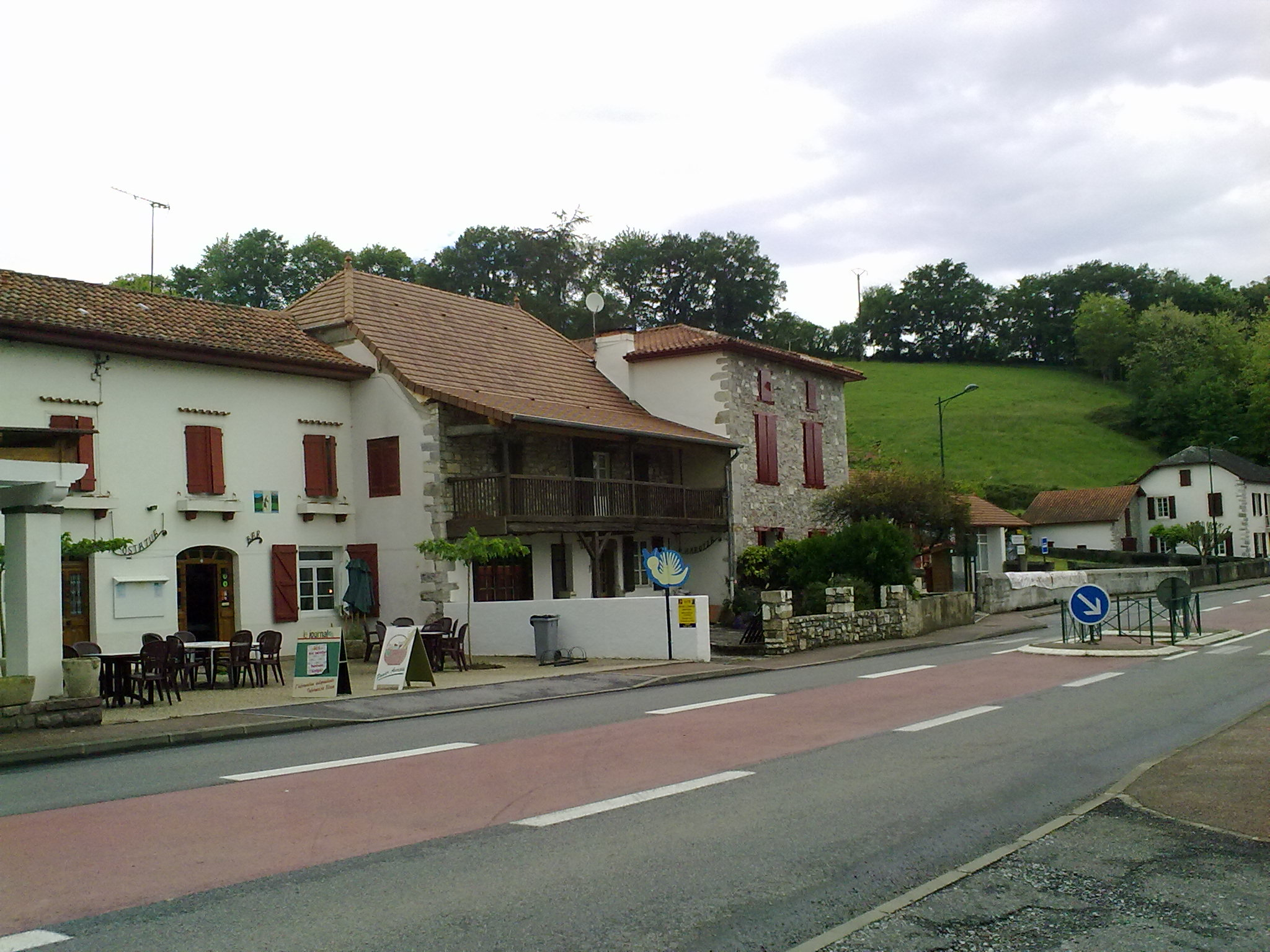
Straße in Uhart-Mixe

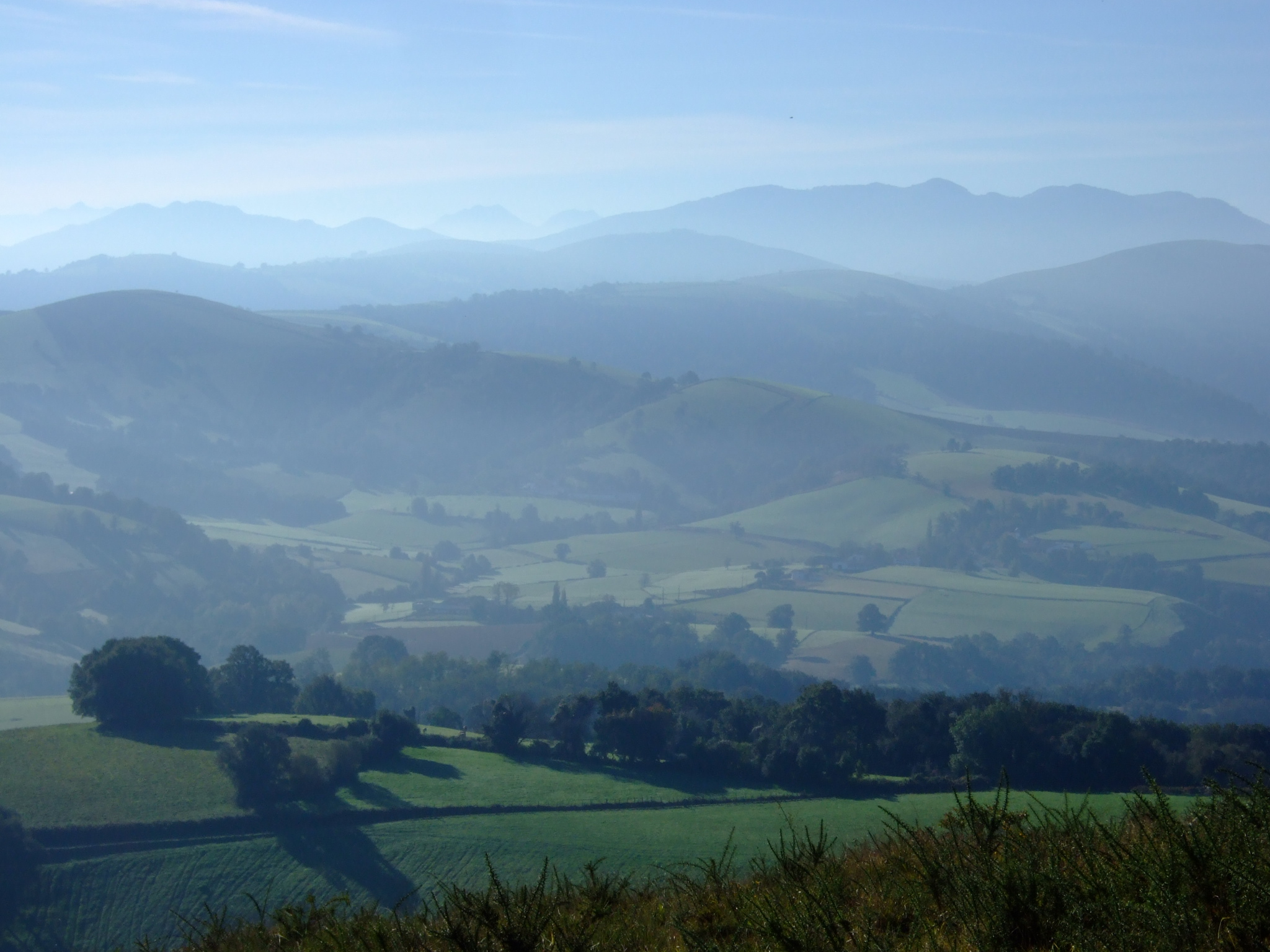
Auf dem Jakobsweg

## Geographie
Uhart-Mixe liegt ca. 55 km südöstlich von Bayonne im historischen Landstrich Pays de Mixe (baskisch Amikuze) der historischen Provinz Nieder-Navarra im französischen Teil des Baskenlands.
Umgeben wird Uhart-Mixe von den Nachbargemeinden:
| Orsanco      | Saint-Palais                                |                                     |
| Ostabat-Asme | Kompassrose, die auf Nachbargemeinden zeigt | Larribar-Sorhapuru Lohitzun-Oyhercq |
| Arhansus     | Pagolle                                     |                                     |

Uhart-Mixe liegt im Einzugsgebiet des Flusses Adour.
Die Bidouze, ein Nebenfluss des Adour, durchquert das Gebiet der Gemeinde zusammen mit ihren Zuflüssen, dem Izpaxuriko Erreka, auch Pagolla Uraitza genannt, und dem Urbeltz Erreka, der in Uhart-Mixe entspringt.

## Geschichte
Zwei Hügelgräber bezeugen eine Besiedelung vor der Erwähnung in den Aufzeichnungen im 12. Jahrhundert. Die Geschichte der Gemeinde geht größtenteils mit der ihrer Grundherrenfamilie Uhart einher. Sie entstammt einer Nebenlinie der Familie Luxe, die in der Soule eine bedeutende Rolle spielte. Die Uharts kämpften an der Seite des Königs von Navarra mit einer Ausnahme. Bertrand d’Uhart nahm 1270 an dem Siebten Kreuzzug mit König Ludwig IX. von Frankreich teil, ein anderes Familienmitglied an den Italienischen Kriegen. Im 16. Jahrhundert griff Gabriel d’Uhart zu den Waffen gegen seine Königin Jeanne d’Albret, als sie den Protestantismus in ihrem Territorium einführte. Bollwerke zur Verteidigung des katholischen Glaubens wurden eingerichtet, die von Gabriel und der Familie Luxe gehalten wurden. Im 18. Jahrhundert dehnte sich der Einfluss der Familie auf die Gemeinden Larribar, Sorhapuru und Garris aus. Uhart liegt an der Kreuzung von drei Hauptwegen aus Sorde-l’Abbaye, Orthez und Navarrenx, die zusammen nach Santiago de Compostela führten und somit die Entwicklung des Dorfes belebten. Diese Kreuzung wird Gibraltar genannt, eine Ableitung der baskischen Übersetzung von „Heiliger Erlöser“.
Toponyme und Erwähnungen von Uhart-Mixe waren:
- deu fard (1125),
- Ufart (1136 und 12. Jahrhundert, Kopialbuch der Abtei Saint-Jean de Sorde, S. 23),
- Sanctus Petrus de Uhart (1160),
- Uhart Suson (1316),
- Uarte (1351),
- Huart (1384, Manuskriptsammlung von André Duchesne, Band 110, Blatt 86),
- Uhart (1413),
- Uhart-Juson en Navarre (1599, Urkunden der Finanzkammer),
- Uharte-Juzon und Uhart-Jusson (1621, nach Martin de Viscay),
- Uhart (1750, 1793 und 1801, Karte von Cassini, Notice Communale bzw. Bulletin des lois) und
- Uhart-Mixe (1863, Dictionnaire topographique du département des Basses-Pyrénées).[3][4][7][8]

### Wappen

Wappen von Uhart-Mixe

Die Gemeinde trägt das Wappen seit 2002 und lässt sich nach Guy Ascarat, Heraldiker und Historiker, folgendermaßen interpretieren.
Das sakrale Bauwerk ist die Kapelle von Soyarce. Der gewellten Balken symbolisiert die Bidouze, die Uhart-Mixe durchquert. Die vier Sterne erinnern an die vier Gemeinden, deren Namen den gleichen Ursprung haben, Uhart-Mixe und Uhart-Cize im französischen Baskenland, Huarte und Uharte-Arakil in der Autonomen Gemeinschaft und Provinz Navarra. Die drei Jakobsmuscheln weisen auf die Lage an einem der Pilgerwege nach Santiago de Compostela hin.

### Einwohnerentwicklung
Nach einem Höchststand der Einwohnerzahl von rund 440 in der Mitte des 19. Jahrhunderts reduzierte sich die Zahl bei kurzzeitigen Erholungsphasen bis zu den 1950er Jahren auf Niveau von rund 210, das heute noch gehalten wird.
| Jahr      | 1962 | 1968 | 1975 | 1982 | 1990 | 1999 | 2006 | 2009 | 2022 |
| --------- | ---- | ---- | ---- | ---- | ---- | ---- | ---- | ---- | ---- |
| Einwohner | 210  | 214  | 205  | 209  | 202  | 204  | 214  | 223  | 795  |

## Sehenswürdigkeiten

### Pfarrkirche

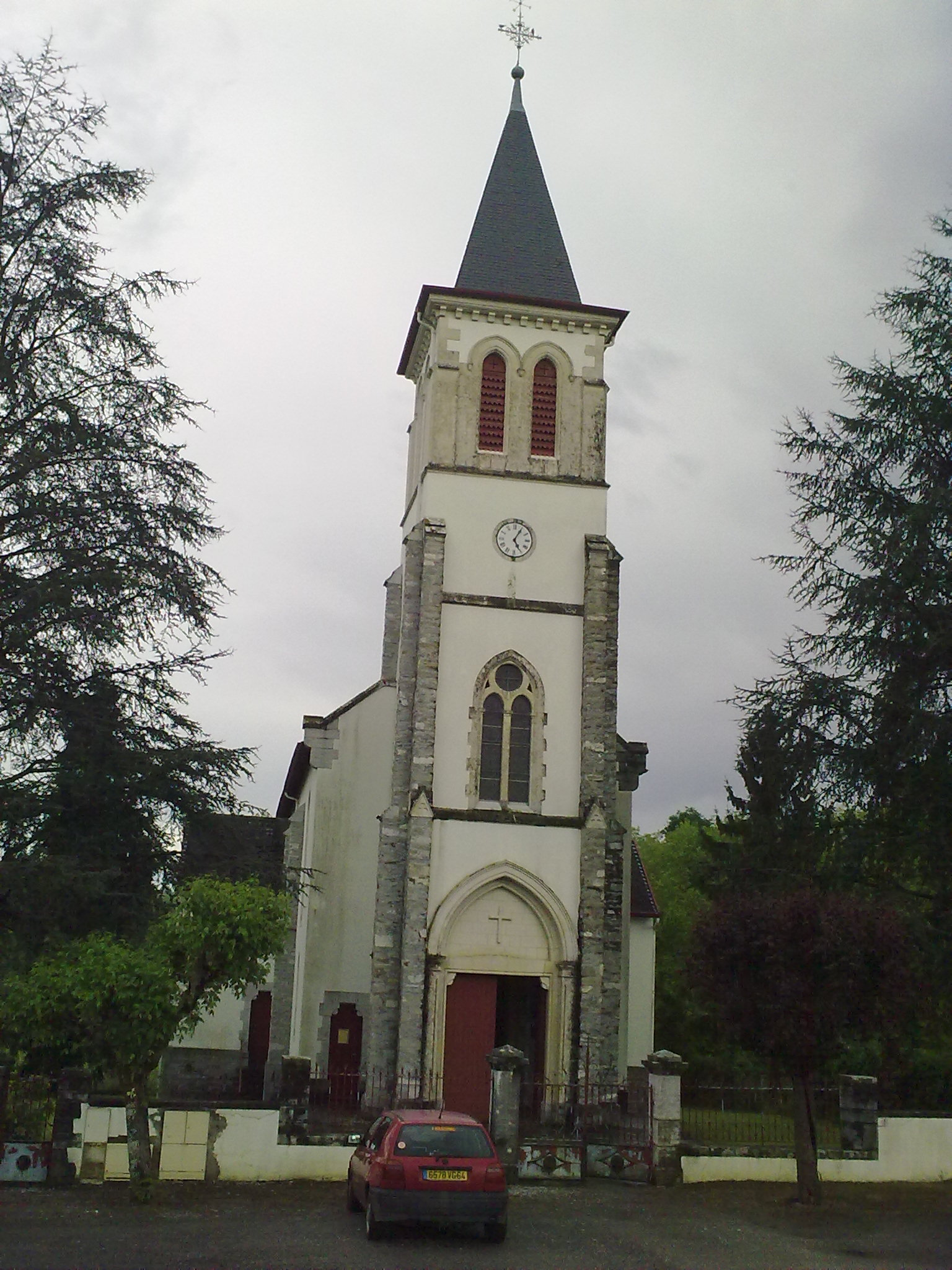
Pfarrkirche Saint-Pierre

Sie ist dem Apostel Petrus geweiht. 1893 entschlossen sich die Kirchenverwaltung und der Pfarrer Bernard Oyhamburu, einen völligen Neubau der alten Kirche aus dem 15. Jahrhundert, deren Einsturz drohte, durchzuführen. Die Arbeiten an dem neugotischen Bauwerk wurden 1895 und 1895 vom Bauunternehmer Philippe Oyhamburu und unter der Leitung des Architekten Laborde-Milaà durchgeführt. Gegen 1896 wurden vierzehn Glasfenster, Werke des Glasmalers Pierre-Gustave Dagrand aus Bayonne, eingesetzt. Von 1935 bis 1937 wurde der Glockenturm über dem Eingangsvorbau ausgebessert und sein Helm neu gebaut unter der Leitung des Architekten des Départements, André Pavlovsky aus Saint-Jean-de-Luz. Das heutige Langhaus mit einem Hauptschiff wird durch eine Apsis mit fünf Wänden verlängert und von zwei Seitenkapellen flankiert.
Die spitzbogenförmige Glasfenster bilden einen farblichen Kontrast zur Schlichtheit der Kirche. Sie erzählen aus dem Leben von Jesus und mehreren Heiligen. Bemerkenswert ist die Darstellung auch von vier heiligen Frauen, eine Folge der wachsenden Marienverehrung nach den Marienerscheinungen in Lourdes.
- Unterrichtung Jesu. Der Rahmen zeigt mehrfarbige geometrische Motive. Das ovale, polychrome Medaillon in der Mitte des Fensters steht in großem Kontrast zur restlichen Fläche, die mit einer weißen neugotischen Komposition bedeckt ist, die mit zartem Flechtwerk und Weinranken verschönert wird. Im zentralen Medaillon wird das Motiv des Fensters dargestellt, Jesus als Kind mit Maria und Josef an seiner Seite, die ihn unterrichten, wie die Schriftrolle in der Hand Josefs zeigt.[12]

- Dominikus und Franz von Assisi. Auf der linken der beiden Bahnen ist der heilige Dominikus an seinen Attributen zu erkennen. Er trägt das Buch, das er von Maria erhalten hat, in dem die Predigt geschrieben steht, die man ihm aufgetragen hat zu halten. Zu seinen Füßen hält ein Hund eine Fackel, die auf einen Traum seiner Mutter vor seiner Geburt anspielt, in dem ein Hund eine Flamme in seinem Fang trägt, um das Feuer auf der Erde zu verbreiten. Franz von Assisis Attribut im Fenster der rechten Bahn ist sein großes Kreuz, das sein großes Mitgefühl für den gekreuzigten Christus überliefert. Diese Frömmigkeit hat sich durch eine Erscheinung des Gottessohns während eines Gebets in der Kirche San Damiano in Assisi ergeben.[13]

- Apostel Johannes und Andreas. Auf dem Fenster der linken Seite trägt Johannes eine Schreibfeder, eine Erinnerung an sein Johannesevangeliums. Hinter ihm ist ein Adler zu erkennen, einer seiner Hauptattribute und Evangelistensymbol, da er sein Prolog ihm durch eine Stimme offenbart wurde, die vom Himmel kam. Andreas trägt ein schweres, nach ihm benannte Andreaskreuz, an dem er als Märtyrer gestorben ist.[14]

- Paulus und Johannes der Täufer. Auf dem Fenster der linken Bahn wird Paulus mit einem Schwert dargestellt, das auf seinen Märtyrertod Bezug nimmt, denn er wurde durch ein Schwert enthauptet. Johannes der Täufer trägt einen Kreuzstab, der auf sein Leben in der Wüste und seinen Glauben an Christus verweist. Mit seiner Geste des nach oben gerichteten rechten Zeigefingers verkündet er sein Kommen und unterstreicht somit seine Stellung als Prophet.[15]

- Katharina von Alexandrien und Johanna Franziska von Chantal. Katharina ist in kostbarer Kleidung dargestellt, ein Hinweis auf ihre Herkunft als Tochter des Königs Costus. Sie hält ein Wagenrad in der einen und ein Schwert in der anderen Hand als Zeichen ihres Märtyrertods. Das Fenster auf der rechten Seite zeigt die Mitbegründerin des Ordens von der Heimsuchung Mariens, auch unter dem Namen Salesianerinnen oder Visitantinnen bekannt. Die Gründung wird durch die Darstellung eines Klostergebäudes symbolisiert, das sie auf ihrer rechten Hand trägt und auf den ersten Konvent in Annecy hinweist.[16]

- Klara von Assisi und Teresa von Ávila. Die heilige Klara hebt ihr Attribut, einen Kelch, mit beiden Händen in die Höhe als Zeichen des „Privilegs der Armut“. Auf der rechten Seite hält Teresa eine Schreibfeder und ein Buch als Symbole ihrer literarischen Werke und ihres Willens zur Reformierung der Kirche.[17]

- Christus übergibt die Schlüssel. Diese Szene erstreckt sich auf beide Bahnen der Zwillingsfenster. Auf der linken Seite ist Christus mit den Schlüsseln in seiner rechten Hand zu sehen. Im rechten Fenster kniet der heilige Petrus, um sie unter den wohlwollenden Blicken Marias und Josefs zu empfangen. Das Motiv betont eine der Hauptlehren des katholischen Glaubens, der Gnade und der Reue.[18]

Der neugotische Stil der Kirche wird an dem zweifarbigen Gewölbe im Langhaus und im Chor sichtbar. Es zeigt Weitschweifigkeit und Vielschichtigkeit von Spitzbögen, die von der Architektur des Spätmittelalters inspiriert ist und im 19. Jahrhundert in großer Mode war. Während die Gewölberippen eine sandgelbe Farbe haben, schafft die himmelblaue Farbe der Gewölbeflächen einen majestätischen Kontrast.
Eine Reminiszenz an die spätmittelalterliche Kunst bildet auch das Altarretabel, das gegen 1896 entstanden ist. Es befindet sich im Chor und wird durch das Licht beleuchtet, das durch einige der Glasfenster einfällt. Das Retabel ist aus rosa Marmor gearbeitet und zeigt die gleichen Spitzbögen wie die Kirche. Ein Tabernakel ist eine Miniatur eines Eingangsportals mit einem Tympanon einer gotischen Kirche. Alle Säulen und die Tür des Tabernakels sind vergoldet, ein Anklang an die sakrale byzantinische Kunst.

### Kapelle von Soyarce
Die Datierung des Maria geweihten Vorgängerbaus ist unbekannt. Sie scheint in früherer Zeit von einem Eremiten bewohnt gewesen zu sein und Pilger auf ihrem Weg nach Santiago de Compostela aufgenommen zu haben. Heute sind keine Spuren des ursprünglichen Baus zu sehen, der 1894 durch eine neue Kapelle ersetzt wurde. Ein knappes Jahrhundert später war die Kapelle erneut verwahrlost und die Bewohner forderten einen Neubau aufgrund von Schäden durch Unwetter, die sie der fehlenden Pflege der Kapelle zuschrieben. Eine Inschrift über dem Sturz erinnert an die Schutzfunktion Marias gegenüber Unwetterschäden, insbesondere vor Hagel, der die Ernte zu verwüsten droht. 1991 wurde eine seit langer Zeit ausgesetzte Tradition der Prozession zu dieser Kapelle zu Pfingsten wieder aufgenommen.

### Schloss von Uhart
Es befindet sich auf der Halbinsel, die aus dem Zusammenfluss der Bidouze mit dem Ispatchoury Erreka gebildet wird. Wie bei den meisten Schlössern und Adelssitzen der Umgebung wurde das ursprüngliche Schloss am Ende des 14. Jahrhunderts erstmals erwähnt. Die einflussreiche Familie Uhart gab dem Schloss seinen Namen und besaß es zwischen dem 16. und dem 18. Jahrhundert. Zu Beginn des 16. Jahrhunderts wurde das Gebäude umgestaltet, wie die Jahreszahl „1518“ über einer Tür belegt. Im Jahre 1699 wurde das Schloss um ein Geschoss aufgestockt und ein südlicher Flügel angebaut, wie eine entsprechende Jahreszahl an einem Sturz attestiert. Im 18. Jahrhundert wurde das Schloss in den Sitz eines Marquisats erhoben. Im Laufe des 18. und des 19. Jahrhunderts wurde die Inneneinrichtung vollständig umgestaltet. Mit dem Fall des Ersten Kaiserreichs sank der Stern der Familie Uhart und sie mussten eine Anzahl ihrer Besitztümer verkaufen, darunter auch das Schloss von Uhart. 1833 kaufte es Henri Berdoly, ein Freund von Odilon Redon, der sich mehrere Male hier aufhielt. Bis zum Beginn des 20. Jahrhunderts wechselte das Schloss noch mehrfach seinen Besitzer. Zum Anwesen gehört auch heute noch ein Taubenschlag, der in früheren Zeiten ein äußeres Zeichen von Reichtum darstellte. Neben der repräsentativen Funktion hatten Taubenschläge praktische Nutzen als Versorgung mit Nahrung, Produktion von Dünger für die Landwirtschaft und der Abrichtung von Falken für die Jagd. Die Größe der Taubenschläge waren stets proportional zur Macht der Besitzer. Anders als beim Schloss, das im Laufe der Jahrhunderte mehrfach umgestaltet wurde, ist der Taubenschlag in seinem ursprünglichen Zustand. Zu den Nebengebäudes des Schlosses zählt auch eine Wassermühle, die den gleichen baskischen Namen wie die Gemeinde, uharteko (deutsch Zwischen den Wassern), trägt. Henri Berdoly kaufte sie zusammen mit dem Schloss und renovierte sie, so dass sie bis zu den 1950er Jahren Mehl produzieren konnte. Zwanzig Jahre später wurde die Mühle verkauft und seitdem instand gesetzt. Das Schloss und der Taubenschlag sind seit dem 27. März 1996 als Monument historique klassifiziert. Sie befinden sich im Besitz einer privaten Firma und sind der Öffentlichkeit nicht zugänglich.

### Alte Brücke
Die Brücke besteht aus drei großen Bögen und ist im Mittelalter vollständig aus Steinen des Pays de Mixe gebaut. Sie erlaubte den Pilgern nach Santiago de Compostela und so auch heute noch die sichere Überquerung der Bidouze.

## Wirtschaft und Infrastruktur

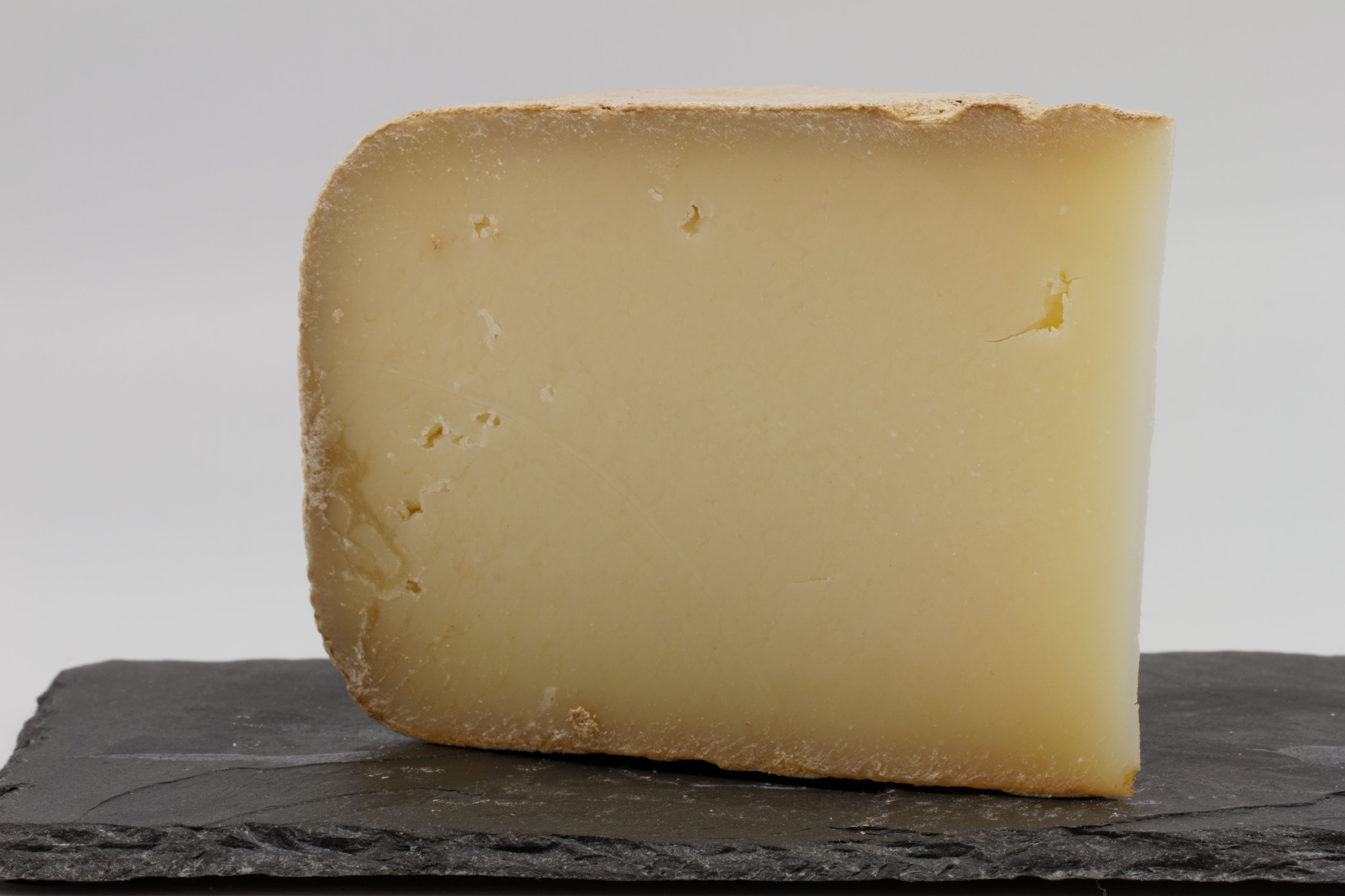
Ossau-Iraty

Die Landwirtschaft ist traditionell der wichtigste Wirtschaftsfaktor der Gemeinde.
Uhart-Mixe liegt in den Zonen AOC des Ossau-Iraty, eines traditionell hergestellten Schnittkäses aus Schafmilch, sowie der Schweinerasse und des Schinkens „Kintoa“.

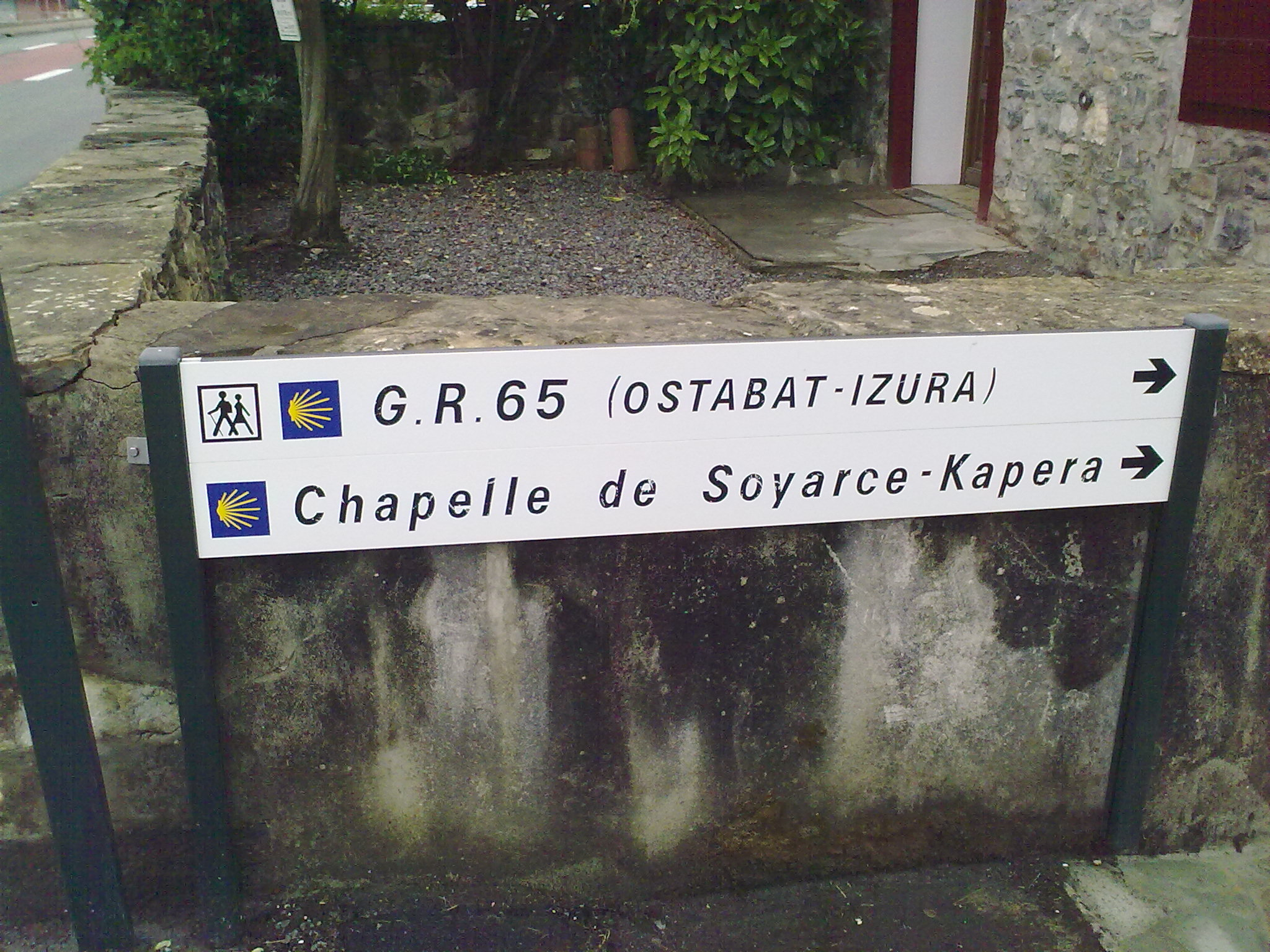
Wegweiser zum Jakobsweg

### Sport und Freizeit
- Der Fernwanderweg GR 65 von Genf nach Roncesvalles führt auch durch das Gebiet der Gemeinde. Er folgt der Via Podiensis, einem der vier historischen Jakobswege.[29]

- Ein mittelschwerer Rundweg mit einer Länge von 10 km und einem Höhenunterschied von 230 m verläuft auf einem Abschnitt des Jakobswegs und führt an der Kapelle von Soyarce vorbei.[30]

### Verkehr
Uhart-Mixe ist erreichbar über die Routes départementales 272, 302 und 933 (ehemalige Route nationale 133) und ist über eine Linie des Busnetzes Transports 64 über Saint-Jean-Pied-de-Port oder Saint-Palais mit anderen Gemeinden des Départements verbunden.

## Persönlichkeiten
- Jean-Bernard d’Uhart, geboren am 17. Juni 1765 in Uhart-Mixe, gestorben am 18. Mai 1834 in Sauguis-Saint-Étienne, war Meisterschmied und Politiker. Er war Vertreter des souletinischen Adels in den Generalständen des 1. Juli 1789.

- Gustave Clément Louis Henri d’Uhart, geboren am 17. Juli 1791 in Uhart-Mixe, gestorben am 5. Mai 1860 in Limoux (Département Aude), war Verwalter und Unterpräfekt verschiedener Arrondissements.

- Martial-Henri Berdoly, geboren am 29. Februar 1844 in Bordeaux, gestorben am 23. September 1905 in Uhart-Mixe, war französischer Politiker. Nach seinem Jurastudium in Bordeaux und Paris schrieb er sich 1869 in die Anwaltskammer von Saint-Palais ein, was eine Rückkehr zu seiner Heimatregion bedeutete, denn sein Vater überließ ihm das Schloss von Uhart, auf dem er bis zum Lebensende wohnte. Von 1880 bis 1884 bekleidete er das Amt eines Unterpräfekten in Mauléon. Sein Ziel war es, aus dem damaligen Arrondissement Mauléon eine republikanische Hochburg zu bilden. Nach der Ausrufung der Dritten Französischen Republik im Jahre 1870 gab es dort immer noch starke monarchistische Kräfte. Berdoly gründete zu diesem Zweck die Zeitschrift Le Réveil Basque (deutsch Das baskische Erwachen), in der er seine Vorstellung einer liberalen Republik mit einer Trennung von Staat und Kirche verteidigte. 1886 wurde er Conseiller Général des Kantons Saint-Palais, aber es dauerte nach mehreren vergeblichen Anläufen bis 1893, als Berdoly in die Nationalversammlung gewählt wurde. Im Jahre 1898 wurde er dort wiedergewählt und 1900 erlangte er zusätzlich einen Sitz im Senat als Repräsentant des Départements, den er bis zu seinem Tod behielt.[31]